# Équipe de France de rugby à XV au Tournoi des Cinq Nations 1954
L'Équipe de France de rugby à XV au Tournoi des Cinq Nations 1954 termine à la première place, elle partage la victoire avec l'équipe d'Angleterre et le pays de Galles. Elle gagne trois matchs et concède une défaite contre le pays de Galles.
C'est la première équipe française à remporter le Tournoi. Vingt-quatre joueurs contribuent à ce succès, Jean Prat est le capitaine et le meilleur réalisateur français. Amédée Domenech, Jacques Bouquet, Robert Baulon, André Boniface et Pierre Albaladejo font leurs débuts internationaux.
À partir de 1954, une période dorée débute pour l'équipe de France avec une paire de centres talentueuse Maurice Prat-Roger Martine, la révélation de jeunes attaquants (Jacques Bouquet, André Boniface), sous l'autorité de Jean Prat.

## Résultats des matchs

### Écosse - France
(mt : 0-0)
Points marqués :
- Écosse : néant.
- France: 1 essai de René Brejassou[Note 1]

Évolution du score : 0-3
Arbitre : Ivor David 
Résumé
Maurice Prat est blessé et forfait, Jacques Bouquet et Robert Baulon reçoivent leurs premières capes,.
La France et l'Écosse ont terminé aux deux dernières places du Tournoi des Cinq Nations 1953. Plus grave, lors des trois dernières années, l'Écosse a connu onze défaites consécutives. Le pack d'avants français fait un bon match, les trois-quarts, solides en défense, ne brillent pas en attaque, Michel Pomathios est mis en difficulté par l'ailier Weatherstone. Une combinaison Dufau - Labazuy - Domec permet à ce dernier d'attaquer, de donner à Pomathios, qui trouve le pilier Bréjassou qui marque l'essai. Les avants français dominent en touche et font au moins jeu égal en mêlée, ce qui permet à la France de l'emporter. La performance des lignes arrières inquiète, les noms d'André Haget et d'André Boniface sont avancés pour renforcer ce secteur.
La France a rencontré l'adversaire soi-disant le moins dangereux, l'Écosse et a gagné difficilement dans un match passable.
Composition des équipes
- Écosse
  - Marshall - Weatherstone, D. Cameron, AD Cameron, Swan - (o) Davidson (cap) - (m) Fulton - Henderson, Kinninmonth, Robson - Fergusson, Michie - McLeod, MacEven, MacGlashan[3]
- France
  - 15 Michel Vannier, 14 Michel Pomathios, 13 Jacques Bouquet, 12 Roger Martine, 11 Lucien Rogé, 10 Antoine Labazuy, 9 Gérard Dufau, 8 Henri Domec, 7 Robert Baulon, 6 Jean Prat (cap.), 5 Bernard Chevallier, 4 Lucien Mias, 3 René Brejassou, 2 Paul Labadie, 1 René Biénès[3]

### France - Irlande
(mt : 0-0)
Points marqués :
- France : 2 essais de Maurice Prat, 1 transformation de Jean Prat
- Irlande : néant

Évolution du score : 3-0, 8-0.
Arbitre : A. Dickie 
Résumé
Antoine Labazuy est blessé et forfait, remplacé par André Haget. André Boniface et Fernand Cazenave (Stade montois) sont sélectionnés comme trois-quarts aile, Michel Celaya en troisième ligne. Maurice Prat est apte à jouer et fait son retour. Il forme à dix reprises la paire de centres du XV de France avec Roger Martine. À 17 reprises, il évolue avec son frère, c'est le record français.
Si la France a de récents bons résultats contre l'Écosse, ce n'est pas le cas contre l'Irlande à domicile depuis la guerre, la France n'a jamais gagné l'Irlande. La rencontre est engagée, d'un bon niveau, avec du jeu offensif, de solides placages qui permettent des contre-attaques. L'Irlande a d'abord l'avantage du vent, domine le début du match mais manque des tentatives de pénalité au pied. La France est dangereuse mais ne parvient pas à marquer avant la pause sifflée sur un 0-0. Avec le vent favorable, la France domine et à la 55e minute, Maurice Prat marque un premier essai (3-0). Les contre-attaques irlandaise sont dangereuses. Aussi, les avants français, qui dominent leurs adversaires, conservent le ballon. Après ce travail de sape, une attaque française aboutit à un deuxième essai sur une combinaison Dufau-Boniface-Martine-M.Prat. Ce dernier réussit un exploit individuel pour tromper la vigilance des derniers défenseurs.
Composition des équipes
- France
  - 15 Michel Vannier, 14 André Boniface, 13 Maurice Prat, 12 Roger Martine, 11 Fernand Cazenave, 10 André Haget, 9 Gérard Dufau, 8 Henri Domec, Michel Celaya, Jean Prat (cap), 5 Bernard Chevallier, 4 Lucien Mias, 3 René Brejassou, 2 Paul Labadie, 1 René Biénès[7]
- Irlande
  - Gregg - Mortell, Henderson, Pedlow, Gaston - (o) Kyle (cap) - (m) O'Meara - MacCarthy, Nelson, Reidy - Thompson, Reid - Anderson, Roe, Smith[7]

### Galles - France
(mt :)
Points marqués :
- Galles: 2 essais de Griffiths, WD Williams, 2 transformations, 3 pénalités Evans
- France : 2 essais de Roger Martine et Robert Baulon, 2 transformations, 1 pénalité de Jean Prat

Évolution du score :
Arbitre : A. Dickie 
Résumé
L'équipe alignée contre le pays de Galles est l'équipe victorieuse de la Nouvelle-Zélande à l'exception de René Brejassou, blessé et indisponible. Amédée Domenech fait ses débuts internationaux alors qu'il évolue à Vichy, en deuxième division,.
Entre deux matchs du Tournoi, la France a reçu la Nouvelle-Zélande et s'est imposé 3-0. La presse porte les joueurs aux nues; les Gallois, remontés, entament déterminés la partie. Ils marquent un essai après dix minutes de jeu. Aux deux essais gallois, les Français répliquent par deux essais, un chanceux, l'autre après un remarquable mouvement. Si les arrières français ont été bons, les avants sont dominés par le pack gallois, notamment en touche. Le buteur gallois est plus en réussite (huit sur neuf tentatives de but en deux matchs) que les homologues français et fait la différence.
Composition des équipes
- Pays de Galles
  - V. Evans - Jones, Thomas, Griffiths, Rowlands - (o) John - (m) Willis (cap) - Davies, Judd, RC. Thomas - Williams, Robins - G. Meredith, B. Meredith, WO. Williams[12]
- France
  - Titulaires : 15 Henri Claverie, 14 André Boniface, 13 Maurice Prat, 12 Roger Martine, 11 Fernand Cazenave, 10 Antoine Labazuy, 9 Gérard Dufau, 8 Jean Prat (cap.), 7 Robert Baulon, 6 Henri Domec, 5 Bernard Chevallier, 4 Lucien Mias, 3 Amédée Domenech, 2 Paul Labadie, 1 René Biénès[12]

### France - Angleterre
France  – Angleterre  11 - 3
(mt : 3 - 3)
Points marqués :
- France : 2 essais d'André Boniface et de Maurice Prat, 1 transformation, 1 drop de Jean Prat
- Angleterre : 1 essai de Wilson

Évolution du score : 3-0, 3-3, 6-3, 11-3.
Arbitre : Ivor David 
Résumé
La composition de l'équipe de France est modifiée après la défaite contre le pays de Galles. Après le succès de prestige (3-0) contre la Nouvelle-Zélande, l'échec au pays de Galles est une déception; quatre joueurs sont changés: l'arrière Pierre Albaladejo fait ses débuts internationaux, André Haget est de retour et remplace Antoine Labazuy. André Sanac et Michel Celaya remplacent dans le pack Bernard Chevallier et Lucien Mias, blessés. Si la France peut gagner le Tournoi, l'Angleterre a gagné la Triple Couronne et peut gagner le Tournoi, avec quatre victoires sur quatre matches (Grand Chelem). Douze des quinze joueurs sont issus du Bassin de l'Adour (Dax, Mont-de-Marsan, Lourdes, Bayonne, Biarritz, Le Boucau). Dans la première mi-temps, André Boniface récupère au rebond le ballon dégagé d'un coup de pied et trompe la vigilance de la défense anglaise pour marquer un essai en coin. Wilson égalise pour les Anglais. Côté français, Sanac souffre d'une entorse de la cheville tordue; Baulon, de deuxième ligne, occupe le poste de trois-quarts aile (Cazenave est claqué). Avec un vent contraire dans le deuxième temps de jeu et un score de 3-3 à la pause, les affaires paraissent compliquées. Jean Prat passe un drop, pour son quarante-cinquième match international, puis Roger Martine intercepte un ballon d'attaque et donne à Maurice Prat pour l'essai de la délivrance. La France est enfin parvenue à gagner le Tournoi, à égalité avec l'Angleterre et le pays de Galles (trois victoires, une défaite).
Composition des équipes
- France
  - 15 Pierre Albaladejo, 14 André Boniface, 13 Maurice Prat, 12 Roger Martine, 11 Fernand Cazenave, 10 André Haget, 9 Gérard Dufau, 8 Jean Prat (cap.), 7 Michel Celaya, 6 Henri Domec, 5 André Sanac, 4 Robert Baulon, 3 Amédée Domenech, 2 Paul Labadie, 1 René Biénès[18]
- Angleterre
  - Gibbs - Woodward, Butterfield, Quinn, Winn - (o) Regan - (m) Williams - Wilson, Kendall-Carpenter, Lewis - Young, Leadbetter - Stirling (cap), Evans, Sanders[18]

## Classement
L'équipe d'Angleterre a remporté le Tournoi des Cinq Nations 1953 seule et partagé le titre en 1947. Avant 1940, elle a déjà gagné 13 titres seule et 6 ex æquo. Le pays de Galles a remporté le Tournoi des Cinq Nations 1950 et 1952 seul et partagé le titre en 1947. Avant 1940, il a déjà gagné 10 titres seul et 4 ex æquo. Pour la France, c'est une première.
|                | MJ | V | N | D | PP | PC | Pts |
| -------------- | -- | - | - | - | -- | -- | --- |
| Pays de Galles | 4  | 3 | 0 | 1 | 52 | 34 | 6   |
| Angleterre     | 4  | 3 | 0 | 1 | 39 | 23 | 6   |
| France         | 4  | 3 | 0 | 1 | 35 | 22 | 6   |
| Irlande        | 4  | 1 | 0 | 3 | 18 | 34 | 2   |
| Écosse         | 4  | 0 | 0 | 4 | 6  | 37 | 0   |

|  | Vainqueur du tournoi (no 1).                                                                                     |
|  | Pts, points; MJ, matchs joués; V, victoires ; N, match nuls ; D, défaites ; PP, points pour ; PC, points contre. |

Attribution des points : Deux points sont attribués pour une victoire, un point pour un match nul, aucun point en cas de défaite.
Règles de classement 1. point ; 2. titre partagé.

## Statistiques individuelles

### Meilleurs marqueurs d'essais
Maurice Prat, trois-quarts centre, parvient à marquer trois essais en trois matchs disputés.
| Rang | Joueur         | Équipe | Essais |
| ---- | -------------- | ------ | ------ |
| 1    | Maurice Prat   | France | 3      |
| 2    | Robert Baulon  | France | 1      |
| -    | André Boniface | France | 1      |
| -    | René Brejassou | France | 1      |
| -    | Roger Martine  | France | 1      |

### Meilleurs marqueurs de points
Les deux frères, Jean et Maurice Prat, qui évoluent ensemble dans le club du Football club lourdais, terminent meilleurs marqueurs du XV de France.
| Rang | Joueur         | Équipe | Points | Essais | Transf. | Pén. | Drops |
| ---- | -------------- | ------ | ------ | ------ | ------- | ---- | ----- |
| 1    | Jean Prat      | France | 14     | 0      | 4       | 1    | 1     |
| 2    | Maurice Prat   | France | 6      | 2      | 0       | 0    | 0     |
| 3    | Robert Baulon  | France | 3      | 1      | 0       | 0    | 0     |
| -    | André Boniface | France | 3      | 1      | 0       | 0    | 0     |
| -    | René Brejassou | France | 3      | 1      | 0       | 0    | 0     |
| -    | Roger Martine  | France | 3      | 1      | 0       | 0    | 0     |

## Équipe
| Entraîneur | Entraîneur             | aucun                                                           |
| Avants     | Pilier                 | René Biénès, René Brejassou, Amédée Domenech                    |
| Avants     | Talonneur              | Paul Labadie                                                    |
| Avants     | Deuxième ligne         | Robert Baulon, Bernard Chevallier, Lucien Mias, André Sanac     |
| Avants     | Troisième ligne aile   | Robert Baulon, Michel Celaya, Henri Domec, Jean Prat (cap.)     |
| Avants     | Troisième ligne centre | Henri Domec, Jean Prat (cap.)                                   |
| Arrières   | Demi de mêlée          | Gérard Dufau                                                    |
| Arrières   | Demi d'ouverture       | André Haget, Antoine Labazuy                                    |
| Arrières   | Centre                 | Jacques Bouquet, Roger Martine, Maurice Prat                    |
| Arrières   | Ailier                 | André Boniface, Fernand Cazenave, Michel Pomathios, Lucien Rogé |
| Arrières   | Arrière                | Pierre Albaladejo, Henri Claverie, Michel Vannier               |